# Novovassílivka
Novovassílivka (en (ucraïnès): Нововасилівка, en rus: Нововасильевка, Novovassílievka) és un poble de la República Autònoma de Crimea a Ucraïna, que el 2014 tenia 631 habitants. Pertany al districte de Bakhtxissarai.

## Població
Segons les dades del 2001 la composició de la població de la vila de Novovassílivka d'acord amb la llengua que empren és la següent:
| Llengua  | %     |
| -------- | ----- |
| Rus      | 73,42 |
| Tàtar    | 19,01 |
| Ucraïnès | 3,71  |